# Торрес, Касимиро
Касими́ро Луи́с То́ррес Вальде́с (исп. Casimiro Luis Torres Valdes; 20 октября 1908 или 1906, Сантьяго — неизвестно) — чилийский футболист, полузащитник, участник чемпионата мира 1930 года.

## Карьера

### Клубная
Касимиро Торрес играл на позиции полузащитника за чилийский клуб «Эвертон» из города Винья-дель-Мар.

### В сборной
За сборную Чили выступал на чемпионате мира 1930 года в Уругвае, где сыграл два матча против сборных Франции и Аргентины.
| № | Дата         | Место проведения    | Соперник  | Счёт | Голы | Соревнование        |
| - | ------------ | ------------------- | --------- | ---- | ---- | ------------------- |
| 1 | 19 июня 1930 | Монтевидео, Уругвай | Франция   | 1:0  | —    | Чемпионат мира 1930 |
| 2 | 22 июня 1930 | Монтевидео, Уругвай | Аргентина | 1:3  | —    | Чемпионат мира 1930 |

Итого: матчей — 2 / голов — 0; побед — 1, ничьих — 0, поражений — 1